# Santa Maria Madre del Redentore a Tor Bella Monaca (titre cardinalice)
Le titre cardinalice de Santa Maria Madre del Redentore a Tor Bella Monaca (Sainte Marie, mère du Rédempteur, à Tor Belle Monaca) est érigé par le pape Jean-Paul II le 28 juin 1988 et rattaché à l'église romaine Santa Maria Madre del Redentore située dans la zone de Torre Angela à l'Est de Rome.

## Titulaires
- James Hickey (1988-2004)
- Joseph Zen Ze-Kiun, S.D.B. (2006-)